# Nesolagus timminsi
Nesolagus timminsi és una espècie de conill de la família Leporidae que viu als territoris fronterers entre Laos i el Vietnam.
Està amenaçada d'extinció per la pèrdua del seu hàbitat natural.